# Ludus Gallicus
De Ludus Gallicus was een gladiatorenschool in het Oude Rome. Het was een van de vier ludi die tussen 80 en 90 n.Chr. werden gebouwd door keizer Domitianus, om gladiatoren te trainen voor het nabijgelegen Colosseum.
De naam van deze school, die bekend is uit de Notitia, een vierde-eeuwse beschrijving van de districten van Rome, doet vermoeden dat hier krijgsgevangenen uit de Gallische oorlogen tot gladiator werden opgeleid.
Er zijn geen restanten van het gebouw teruggevonden, waardoor de exacte locatie niet bekend is, maar aangezien de andere drie gladiatorenscholen waarschijnlijk allemaal aan het plein ten oosten van het Colosseum stonden, zal de Ludus Gallicus hier ook in de buurt hebben gestaan.